# Lakta
Lakta – wieś w Syrii, w muhafazie Ar-Rakka, w dystrykcie Tall Abjad. W 2004 roku liczyła 529 mieszkańców.